# Необратимый процесс
Необрати́мым называется процесс, который нельзя провести в противоположном направлении через все те же самые промежуточные состояния. 
Все реальные процессы необратимы. Примеры необратимых процессов: диффузия, термодиффузия, теплопроводность, адиабатное дросселирование, вязкое течение и другое. 
Все необратимые процессы это неравновесные процессы. В замкнутых системах данные процессы влекут возрастание энтропии, в открытых же энтропия может оставаться постоянной, либо убывать. Переход кинетической энергии макроскопического движения через трение в теплоту, то есть во внутреннюю энергию системы, является необратимым процессом. Законы необратимых процессов могут быть обоснованы с помощью методов электрокинетической теории тепла. 
Достаточно исследованы необратимые процессы в газах при помощи кинетического уравнения Больцмана. 
Теория необратимых процессов была разработана бельгийскими и голландскими физиками: Онсагером, Пригожиным, Дефаем, де Гроотом в 40-50 годах XX века. 